# 1979 في بلجيكا
فيما يلي قوائم الأحداث التي وقعت خلال عام 1979 في بلجيكا.

## رياضة
- 13 مايو – جائزة بلجيكا الكبرى 1979 الفائز جودي شيكتر.

## مواليد

### فبراير
- 15 فبراير – أنوك ليبير عارضة بلجيكية.
- 24 فبراير – نبيل بن يادير

### مارس
- 17 مارس – جريج تيمرمانز ممثل بلجيكي.

### مايو
- 31 مايو – جان فرانسوا غيليه لاعب كرة قدم بلجيكي.

### أغسطس
- 29 أغسطس – ستيجن ديفولدير درّاج طريق بلجيكي.

### سبتمبر
- 8 سبتمبر – فريدريك ويليمز درّاج طريق بلجيكي.

## وفيات

### يونيو
- 12 يونيو – كونستانت يواسيم (مواليد 1908) لاعب كرة قدم بلجيكي.

### أغسطس
- 5 أغسطس – تشارلز سيمونس (مواليد 1906) لاعب كرة قدم بلجيكي.